# Parksville (Carolina do Sul)
Parksville é uma cidade  localizada no estado norte-americano de Carolina do Sul, no Condado de McCormick.

## Demografia
Segundo o censo norte-americano de 2000, a sua população era de 120 habitantes.
Em 2006, foi estimada uma população de 118, um decréscimo de 2 (-1.7%).

## Geografia
De acordo com o United States Census Bureau tem uma área de
1,7 km², dos quais 1,7 km² cobertos por terra e 0,0 km² cobertos por água. Parksville localiza-se a aproximadamente 106 m acima do nível do mar.

## Localidades na vizinhança
O diagrama seguinte representa as localidades num raio de 24 km ao redor de Parksville.